# Seznam minometov svetovnih vojn
Seznam minometov svetovnih vojn.

## B
- Brixia model 35 45 mm (Italija, druga svetovna vojna)

## S
- Granatenwerfer 34 82 mm (Tretji rajh, druga svetovna vojna)
- Granatenwerfer 36 50 mm (Tretji rajh, druga svetovna vojna)

## M
- M1 60 mm (ZDA, druga svetovna vojna)
- M1936 82 mm (Sovjetska zveza, druga svetovna vojna)
- M1937 82 mm (Sovjetska zveza, druga svetovna vojna)
- M1938 50 mm (Sovjetska zveza, druga svetovna vojna)
- M1938 120 mm (Sovjetska zveza, druga svetovna vojna)
- M1940 50 mm (Sovjetska zveza, druga svetovna vojna)
- M1941 50 mm (Sovjetska zveza, druga svetovna vojna)
- M1941 82 mm (Sovjetska zveza, druga svetovna vojna)
- M1943 82 mm (Sovjetska zveza, druga svetovna vojna)
- M36 46 mm (Poljska, druga svetovna vojna)
- MT-13 160 mm (Sovjetska zveza, druga svetovna vojna)

## N
- Newton 6" 152 mm (Združeno kraljestvo, prva svetovna vojna)

## S
- Schwerer Granatenwerfer 34 81 mm (Tretji rajh, druga svetovna vojna)
- Stokes 3" 76,2 mm (Združeno kraljestvo, prva svetovna vojna)

## T
- Tip 89 (ročni) 50 mm (Japonska, druga svetovna vojna)